# Dikkopmotten
De dikkopmotten (Scythrididae) zijn een familie van vlinders in de superfamilie Gelechioidea. Het typegeslacht van de familie is Scythris.

## Geslachten
- Apostibes Walsingham, 1907
- Areniscythris Powell, 1976
- Asymmetrura Landry, 1991
- Bactrianoscythris Passerin d'Entrèves & Roggero, 2009
- Belophora Falkovitsh, 2011
- Catascythris Amsel, 1935
- Coleophorides Amsel, 1935
- Enolmis Duponchel, 1845
  - = Bryophaga Ragonot, 1875
- Episcythris Amsel, 1939
- Eretmocera Zeller, 1852
  - = Staintonia Staudinger, 1859
  - = Exodomorpha Walker, 1864
  - = Castorura Meyrick, 1887
  - = Aeraula Meyrick, 1897
  - = Leuroscelis Turner, 1927
- Erigethes Walsingham, 1907
- Falkovitshella Passerin d'Entrèves & Roggero, 2007
- Furcuncaria Falkovitsh, 2011
- Haploscythris Viette, 1956
- Mapsidius Walsingham, 1907
- Necrothalassia Amsel, 1935
- Neoscythris Landry, 1991
- Novuncaria Falkovitsh, 2011
- Paralogistis Meyrick, 1913
- Parascythris Hannemann, 1960
- Rhamphura Landry, 1991
- Scythris Hübner, 1825
  - = Galanthia Hübner, 1825
  - = Butalis Treitschke, 1833 non Butalis Boie, 1826
  - = Copida Sodoffsky, 1837 (nomen novum voor Butalis Treitschke, 1833)
  - = Arotrura Walsingham, 1888
  - = Colinita Busck, 1907
  - = Rubioia Agenjo, 1962
- Synacroloxis Gozmány, 1952

## In Nederland waargenomen soorten
- Genus: Enolmis
  - Enolmis acanthella - (Korstmosdikkopmot)
- Genus: Scythris
  - Scythris cicadella - (Gevlekte dikkopmot)
  - Scythris dissimilella - (Zuidelijke dikkopmot)
  - Scythris empetrella - (Eenstipdikkopmot)
  - Scythris ericetella - (Vale heidedikkopmot)
  - Scythris ericivorella - (Heidedikkopmot)
  - Scythris inspersella - (Wilgenroosjesdikkopmot)
  - Scythris knochella - (Streepdikkopmot)
  - Scythris laminella - (Muizenoordikkopmot)
  - Scythris limbella - (Lichte dikkopmot)
  - Scythris picaepennis - (Goudspikkelige dikkopmot)
  - Scythris potentillella - (Tijmdikkopmot)
  - Scythris scopolella
  - Scythris siccella - (Kustdikkopmot)
  - Scythris tributella - (Zandkleurige dikkopmot)